# Carlos Mozer
Carlos Mozer, brazilski nogometaš in trener, * 19. september 1960.
Za brazilsko reprezentanco je odigral 32 uradnih tekem.